# Radzyń (województwo łódzkie)
Radzyń – wieś w Polsce położona w województwie łódzkim, w powiecie łęczyckim, w gminie Grabów.
W latach 1975–1998 miejscowość położona była w województwie konińskim.
Zobacz też: Radzyń, Radzyń Chełmiński, Radzyń Podlaski, Radzyń-Wieś, Radzyń-Wybudowanie
 przez wieś biegnie Łódzka magistrala rowerowa (ukł, N-S)